# Euryopis campestrata
Euryopis campestrata  (лат.) — вид пауков рода Euryopis, семейства Пауки-тенётники (Theridiidae). Впервые описан в 1907 году французским арахнологом Эженом Симоном в ходе зоологической экспедиции по Египту и берегам Белого Нила.

## Распространение, описание
Эндемик Египта.
Точные сведения об описании таксона отсутствуют.

## Замечания по охране
Не значится в природоохранной базе Международного союза охраны природы.